# Otto de la Bourde
Otto de la Bourde (* 1630 in Eger; † 24. Dezember 1708 in Straßburg (Kärnten)) war als Otto II. Fürstbischof von Gurk.

## Leben
Otto de la Bourde entstammt einer österreichischen Offiziersfamilie. Sein Vater stammte aus dem Piemont und war Oberstleutnant in Eger, wo sein Sohn Otto auch geboren wurde. 1664 wurde Otto de la Bourde Abt des Benediktinerklosters Banz in Oberfranken.

Die Heiligengeistkapelle in Straßburg

Abt Otto erwarb sich große Verdienste bei der Wiederherstellung der Abtei, welche unter dem Bauernkrieg und der Reformationszeit schwer gelitten hatte. 1677 trat er als Wirklicher Rat in den Dienst Kaiser Leopolds I., dessen Fürsprache beim Salzburger Fürst- und Erzbischof er die Erhebung auf den Bischofsstuhl im Jahre 1697 verdankte. Am 7. Juli 1697 nahm er von seiner Kathedrale in Gurk Besitz.
Fürstbischof Otto II. tat sich als frommer Stifter und Wohltäter der Armen hervor und förderte das Armenspital zum Heiligen Geist in Straßburg.
Unter seiner Regierung entbrannte zum ersten Mal der Streit zwischen Salzburg und Gurk um den so genannten Marburger Distrikt. Fürstbischof Otto II. erteilte dem Pfarrer von St. Peter bei Marburg Jurisdiktion, der Salzburger Fürst- und Erzbischof sah darin eine Beeinträchtigung seiner Amtsvollmacht als Metropolit.
Am 24. Dezember 1708 verstarb Fürstbischof Otto II. und wurde auf seinem Wunsch in Straßburg vor dem Hochaltar der Heiligengeistkapelle (neben dem Armenspital), dessen großer Wohltäter er war, beigesetzt. Sein Vermögen vermachte er Kaiser Joseph I. Davon sollten jedoch 10.000 Gulden für den Freikauf österreichischer Soldaten aus türkischer Gefangenschaft verwendet werden.